# Henry Labouchere, 1:e baron Taunton

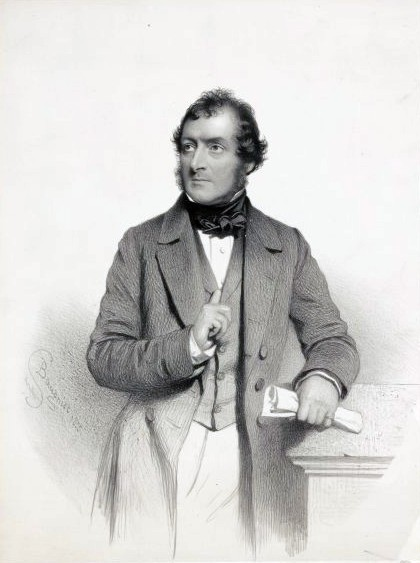
Henry Labouchere, 1:e baron Taunton porträtterad av Charles Baugniet.

Henry Labouchere, 1:e baron Taunton, född den 15 augusti 1798, död den 13 juli 1869, var en brittisk statsman, farbror till Henry du Pré Labouchère.
Labouchere tillhörde en från Frankrike vid Nantesiska ediktets upphävande 1685 till Republiken Förenade Nederländerna fördriven hugenottfamilj, som med hans far, den ansedde köpmannen Pierre César Labouchère, överflyttat till England. Den unge Labouchere blev parlamentsledamot (whig) 1826 och tillhörde underhuset, tills han 1859 upphöjdes till baron Taunton. 
Han innehade från 1835 ett par underordnade platser i Melbournes ministär, blev i augusti 1839 president i Board of Trade och medlem av kabinettet, avgick med whigministären i september 1841 samt var i Russells ministär juli 1846-juli 1847 minister för Irland och sedan, till ministärens avgång (i februari 1852), president i Board of Trade. Som sådan genomförde han under starkt motstånd från redarkretsar de gamla merkantilistiska navigationslagarnas upphävande. I Palmerstons ministär var Labouchère kolonialminister november 1855-februari 1858. Efter sin överflyttning till överhuset deltog han föga i det politiska livet.